# Энергетическое машиностроение России
Энергетическое машиностроение России — отрасль российского машиностроения, занимающаяся производством оборудования для генерации и передачи электрической энергии. 
Основная продукция отрасли — оборудование промышленной и коммунальной энергетики: 
паровые, гидравлические и газовые турбины, 
оборудование для атомных (см. Атомная промышленность России) и геотермальных электростанций — электрические генераторы, силовые трансформаторы, парогазотурбинные установки (ПГТУ), парогенераторы, паровые котлы и тп.

## Структура отрасли
С точки зрения конструктивных особенностей энергооборудования энергетическое машиностроение состоит из производства машин (двигателей лопаточного и поршневого типа) и теплообменной аппаратуры. 
В России крупнейшими центрами энергетического машиностроения являются Санкт-Петербург и Ленинградская область («Невский завод», завод «Электросила», Ленинградский металлический завод, Завод турбинных лопаток, Ижорский завод), также Москва и Московская область (ЗиО-Подольск). 
В структуре энергетического машиностроения можно выделить следующие виды производственной деятельности: 
- производство турбинного оборудования (ЛМЗ, Завод турбинных лопаток, Калужский турбинный завод);
- выпуск электрических машин и электротехнического оборудования (Электросила, Сила, Уралэлектротяжмаш, Элсиб);
- производство котельного оборудования (Подольский машиностроительный завод, Белэнергомаш, Красный котельщик, Сибэнергомаш);
- производство трубопроводов, арматуры, труб и их элементов для энергетики и других отраслей промышленности (Чеховэнергомаш, Белэнергомаш, Сибэнергомаш, Завод турбинных лопаток, Невский завод);
- производство насосного оборудования, тягодутьевых машин (ЛМЗ, Невский завод, Сибэнергомаш, Уралгидромаш);
- металлургическое производство (ЛМЗ, Завод турбинных лопаток, Пролетарский завод и др.);
- выпуск специального оборудования для АЭС (атомное машиностроение):  см. Атомная промышленность России (ЭМК-Атоммаш, Петрозаводскмаш, Подольский машиностроительный завод);
- комплексное проектирование электроэнергетических объектов.

Также: 
- Силовые машины (завод «Электросила», Ленинградский металлический завод, Завод турбинных лопаток, Калужский турбинный завод),
- Объединённые машиностроительные заводы (Ижорский завод, Pilsen Steel[2], SKODA JS),
- ЭМАльянс (ЗиО-Подольск, Красный котельщик), группа «Энергомаш».

Крупнейшими научно-исследовательскими и проектно-конструкторскими организациями в области энергетического машиностроения в РФ являются:
- МГТУ им. Баумана;
- Московский энергетический институт (МЭИ);
- Всероссийский теплотехнический институт;
- НПО ЦКТИ имени И. И. Ползунова.

## Характеристика отрасли
На состояние производственной сферы большинства российских предприятий энергетического машиностроения негативное влияние оказывают следующие факторы:
высокая степень износа технологического оборудования, не позволяющая удерживать качество выпускаемой продукции на уровне мировых стандартов;
отсутствие достаточных собственных средств для модернизации производственной базы;
нестабильность технологических связей в рамках некогда единого производства.
В последние годы наметились серьезные предпосылки к коренному изменению состояния отраслевого производства в сторону улучшения. Определяющим фактором здесь стало объединение в середине 90-х годов ведущих российских производителей энергооборудования в финансово-промышленную группу <Энергомашкорпорация>. Последнее обусловлено главным образом необходимостью создания единой технологической цепочки, в рамках которой эффективность деятельности её участников значительно возрастает.
В результате у компаний, объединенных в ЭМК стабильными технологическими связями, появились возможности для получения крупных комплексных заказов на энергетическое оборудование со стороны как отечественных, так и зарубежных предприятий. Кроме того, участие в инвестиционных программах, финансируемых ЭМК, позволяет компаниям-участникам модернизировать производственное оборудование, что существенно расширяет их экспортный потенциал, увеличивая шансы на победу в международных тендерах на поставку энергооборудования. 
Функционирование в рамках ФПГ также позволяет получать более выгодные условия финансирования, что особенно важно при конкуренции с мощными европейскими промышленными корпорациями, имеющими высокий международный кредитный рейтинг.
Сильные стороны:
- Технологические заделы по отдельным видам оборудования. Наиболее сильные позиции — в гидроэнергетическом и атомном оборудовании, а также продлении срока службы и модернизации работающих паровых турбин.
- Освоенные технологии работы на мировом рынке. Хотя доля на мировом рынке невелика, есть успешный опыт победы в тендерах на поставку и монтаж оборудования в развивающихся странах Азии, Африки, Латинской Америки.
- Политическая поддержка отрасли. Имеется заинтересованность государства в развитии отрасли под контролем отечественного капитала (при сохранении за государством влияния или контроля за ключевыми предприятиями), связанная с вопросами обеспечения национальной безопасности.

Слабые стороны:
- Мощные конкуренты на рынке. Мировой рынок поделён между крупными ТНК (Siemens, ABB, General Electric, Alstom, Mitsubishi, Toshiba). Оборот каждой из компаний на рынке энергооборудования и сопутствующих услуг составляет 10-40 млрд долл., что как минимум на порядок выше объёма производства российских компаний. Доля российского энергетического оборудования на мировом рынке в настоящее время составляет около 2 % (по сравнению с 13 % в 1991 г.).
- Технологическое отставание по отдельным видам оборудования. Наибольшее отставание — на магистральном направлении развития современной энергетики — в создании парогазовых установок (ПГУ).
- Слабые позиции в части комплексных решений. Сложности в предоставлении готовых комплексных решений связаны как с малым спектром предлагаемого оборудования, так и отсутствием опыта по предоставлению сопутствующих услуг и послепродажного обслуживания.
- Низкая привлекательность рабочего места. Уровень оплаты труда является невысоким по сравнению не только с мировыми конкурентами (разрыв — на порядок), но и наиболее успешными отечественными компаниями. Это блокирует привлечение молодых специалистов и может привести к утрате передачи опыта уже в перспективе 10—15 лет.

И отсюда такие угрозы, как: вытеснение отечественных компаний с мировых рынков, в долгосрочной перспективе — утрата позиций на внутреннем рынке. Учитывая слабые стороны, долгосрочные конкурентные преимущества отечественных компаний остаются под вопросом.

## Экспорт
Объёмы экспорта энергетического оборудования из России выросли со 190 млн в 2003 году до 342 млн долл. в 2008 году.
В 2008 году доля экспорта в объёме производства по разным видам энергетического оборудования составляла:
- Паровые турбины — 38 %
- Гидравлические турбины и водяные колеса — 63 %
- Газовые турбины — 28 %
- Паровые котлы и их составные части — 10 %